# Pablo Galdo
Pablo Galdo Vigo (Ferrol, 3 de julio de 1979) es un pianista español de música clásica.

## Biografía
Realizó sus estudios en diferentes centros, entre los que se destacan el Conservatorio Superior de Vigo con Nicasio Gradaille, la Universidad de Alcalá de Henares con Ferenc Rados, el Instituto Zoltán Kodály con Orsolya Szabó, la Academia Franz Liszt de Budapest con Rita Wagner y András Kemenes, la Universidad Mozarteum de Salzburgo, donde obtuvo su Diploma de Postgrado con Imre Rohmann, y el conservatorio Tchaikovsky de Moscú con Elisso Wirssaladze. También ha recibido clases y consejos de maestros como Alicia de Larrocha, Zoltán Kocsis, o Tamás Vásáry, entre otros.
Le ha sido concedido el premio Gregorio Baudot por su trayectoria, así como la insignia de oro de su ciudad natal Ferrol. En el año 2020, ha sido reconocido como Gallego del año en la XXXI Edición de los premios otorgados por el diario gallego, El Correo Gallego.
Además de su dilatada carrera como profesor y concertista de piano, es director artístico de la Asociación de Música Clásica de Galicia y director artístico del Concurso Internacional de Piano ¨Ciudad de Vigo¨, y del Concurso Internacional de Piano de Ferrol.
Ha sido invitado para realizar clases magistrales en la Universidad Frederic Chopin de Varsovia, en el conservatorio Tchaikovsky de Moscú, en la Academia Nacional de Bakú, o en la Universidad Nacional de las Artes de Jarkov.
Compagina su actividad concertística con su puesto de catedrático en el Conservatorio Superior de Música de Navarra y la Universidad Alfonso X el Sabio de Madrid.

## Actividad concertística
Ha ofrecido conciertos en más de 40 países, entre los que destacan los ofrecidos en el Auditorio Nacional de Zagreb, la Academia F. Liszt de Budapest, el Palacio Mirabell de Salzburgo, o la Academia F. Chopin de Varsovia.
Ha sido invitado para inaugurar el Aula Cervantes de Reykiavik, en la que ha actuado para la presidenta de Islandia. Ha ofrecido un recital dentro de la Semana de la Lengua Española de Eslovenia para conmemorar el 20.º aniversario de las relaciones diplomáticas de España y Kazajistán. Además, ha tocado en las celebraciones de la Fiesta Nacional de España en Hungría, y en el 40.º aniversario del reinicio de las relaciones diplomáticas entre Rusia y España.
Ha compartido escenario con pianistas como Martha Argerich, Zoltán Kocsis, Stephen Kovacevich, Philippe Entremont, Tamás Vásáry, Sergio Tiempo, Cyprien Katsaris, Lilya Zilberstein, con el violonchelista Asier Polo, la flautista Susanne Barner, el violinista Geza Hosszu-Legocky o la violista Rocío Gómez, entre otros.

## Discografía

### Discos de estudio
- Bach, Chopin, Liszt; 2012, Fundación Paideia Galiza.[1]

- Albéniz; 2013, Fundación Paideia Galiza.[10]

Bonus tracks:
- Enrique Granados (1867-1916): Danzas españolas
- Serguéi Rajmáninov (1873-1943): Preludios

### DVD
- Liszt
- Albéniz
- Serguéi Rajmáninov.